# Майска младост
Майска младост (на корейски: 오월의 청춘, на английски: Youth of May) е южнокорейски сериал с участието на И До Хьон, Ко Мин Ши, И Санг И, Към Се Рок.
Излъчва се по KBS2 в понеделник и вторник от 21:30 ч. (KST) от 3 май до 8 юни 2021 г. за 12 епизода.

## Сюжет
Действието на сериала се развива през май 1980 г., по време на въстанието в град Куанджу и проследява любовната история на студента по медицина Хи Те и медицинската сестра Мьонг Хи. Въстанието в Куанджу започва като протест срещу диктатурата на президента Чун Ду Хуан и военното правителство и прераства в демонстрация за демокрация и права на човека.
Хи Те е гордостта на родния си град Куанджу, след като е приет в Медицинския факултет на Сеулския университет с най-добър резултат. Въпреки обществените предразсъдъци, че е дете на самотна майка, той има качествата да се превърне в истинско медицинско светило. Най-добрият му приятел Кьонг Су – запален продемократичен активист, настоява двамата да отворят нелегална клиника за студенти, които бягат от правителството.
По време на протестите е ранен работник, а в замяна на разходите за транспортирането му до родния му град, Хи Те трябва да отиде на „сляпа“ среща с момиче, уредена от собствения му баща – обсебеният от власт Хуанг Ги Нам. Така съдбата среща Хи Те с Мьонг Хи – млада медицинска сестра, която е напуснала дома си и живее сама в Куанджу. Тя се съгласява да отиде на срещата вместо приятелката си, тъй като трябва да плати самолетните си билети, за да замине да учи в Германия.
Между Хи Те и Мьонг Хи се заражда красива любовна история, но дали силата на чувствата им ще издържи на фона на един от най-големите конфликти в съвременната корейска история?

## Актьорски състав
- И До Хьон – Хуанг Хи Те, студент по медицина, решителен и целенасочен. Въпреки че влиза в медицинското училище на Националния университет в Сеул с най-добри резултати, той отлага дипломирането си поради травма. Изглежда като непринуден човек, но има непоколебим и упорит дух.

- Ко Мин Ши – Ким Мьонг Хи, медицинска сестра от три години. Тя е боец, преминал през всякакви трудности в живота си, работи упорито, за да изкарва прехраната си и да изпраща пари на по-малкия си брат у дома. Когато се сблъсква с несправедливост, не се страхува да се противопостави на началниците си в болницата и каквито и препятствия да ѝ поднесе животът, тя решително преследва мечтата си. След като пътят ѝ се пресича с този на Хи Те, Мьонг Хи започва да показва нови страни от характера си.

- И Санг И – И Су Чан, бизнесмен, който работи в търговска компания след завръщането си от обучението си във Франция. Като най-голямото дете в семейството той отдава по-голямо значение на семейството, отколкото на себе си.

- Към Се Рок – И Су Рьон, сестрата на Су Чан. Студентка по право, която отчаяно се бори за социална справедливост, защото се чувства отговорна, че произхожда от богато семейство. Су Рьон е дългогодишна приятелка на Мьонг Хи.

- О Ман Сок – Хуанг Ги Нам, баща на Хи Те
- Шим И Йонг – Сонг Хе Рьонг, втора съпруга на Ги Нам и мащеха на Хи Те
- Че Сънг Хун – Хуанг Чанг Те, полубрат на Хи Те
- Ким Уон Хе – Ким Хьон Чол, баща на Мьонг Хи
- Хуанг Йонг Хи – Че Сун Ньо, майка на Мьонг Хи
- Чо И Хьон – Ким Мьонг Су, по-малкият брат на Мьонг Хи
- Пак Хье Джин – бабата на Мьонг Хи
- Ом Хьо Соп – И Чанг Гън
- Хонг Бу Хянг – лелята на Су Чан и Су Рьон
- Пак Чул Мин – Че Бьонг Гил
- Ким Бо Чонг – Ким Мин Джу
- Ким И Кьонг – О Ин Йонг
- Чанг Уон Хьок – Ю Бьонг Чол

## В България
Сериалът започва да се излъчва премиерно в България в ефира на bTV Story от 24 януари 2024 г., всяка делнична вечер от 22:30 ч.